# Gospelbröderna
Gospelbröderna är en tiomannaorkester med fyra saxofoner, trombon, dragspel, elbas, gitarrer och piano. Orkestern bildades 1981 och har turnerat i Sverige, Tyskland, Norge och Danmark. Gospelbröderna har medverkat i TV-programmet "Minns du sången?" i SVT2.
Gospelbrödernas musiker framträder ideellt och har under 25 års tid turnerat för Erikshjälpen och samlat in totalt en miljon kronor till denna hjälporganisation. Man har en repertoar som går i traditionell 60-talsstil. Gruppen har släppt en LP-skiva som även har kommit ut som CD. Ledare för Gospelbröderna är Roland Nelsson med Bengt Wickstrand, Lennart Björk och Owe Åsberg som alternerande kapellmästare.